# 吉井憲治
吉井 憲治（よしい けんじ、1966年1月24日 - ）は、香川県出身の元社会人野球選手（投手）・コーチ。

## 来歴
三本松高校では、エースとして1982年秋季四国大会1回戦に進むが、池田高の水野雄仁に完封を喫する。翌1983年春季四国大会県予選では決勝で尽誠学園に惜敗。夏も県予選で敗れ、甲子園には出場できなかった。高校同期に東哲也がいる。
高校卒業後、西濃運輸に入社し硬式野球部でプレー。サイドスローの好投手として11年間活躍したが、1994年に世代交代のために戦力外通告を受け、翌1995年に当時結成2年目だったシダックスに転籍。シダックスでは主にリリーフ投手として起用され、1球ごとに雄叫びを上げる投球スタイルで「調布魔神」と呼ばれた。
2001年シーズン限りで現役を引退し、シダックス本社で社業に就く傍ら、2003年よりクラブチームの全府中野球倶楽部で再び投手として2年間プレーした。
2005年からシダックスの投手コーチに就任して投手陣のマネジメントを行なっていたが、シダックス野球部の廃部に伴い、2007年からは日本文理大学硬式野球部でコーチを務め、古川秀一、小野淳平、木谷良平をプロに送り出した。2017年からはセガサミーに移籍し、2021年まで投手陣の指導に当たった。2022年からは同社で社業に就いている。

## エピソード
- 西濃運輸在籍時、第62回都市対抗野球大会で新王子製紙春日井に補強選手として招聘された際、新王子製紙春日井に在籍していた黒木知宏（元千葉ロッテマリーンズ）に「球はハートで投げろ!」と気合を注入した。これが現在の黒木のピッチングの原点になっているという。
- 現役引退後の2002年、シダックスのカラオケボックスで店長に就任したことが週刊ベースボール誌で記事になった。